# سیارک ۸۱۹

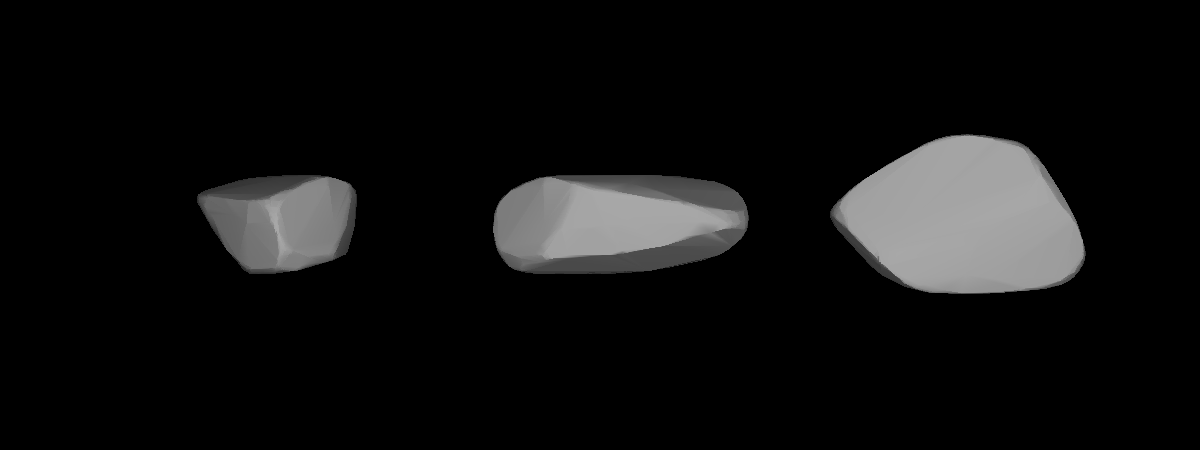
مدل سه‌بُعدی سیارک ۸۱۹ بر اساس منحنی نور آن

سیارک ۸۱۹ (به انگلیسی: 819 Barnardiana، نامگذاری:1916ZA) هشتصد و نوزدهمین سیارک کشف شده‌است که در ۳ مارس ۱۹۱۶ و در هایدلبرگ کشف شد.
قدر مطلق سیارک برابر ۱۱٫۹۰ است.